# Slaapbank
|                                                 |  |  |
| Een slaapbank, links als bank en rechts als bed |  |  |

Een slaapbank of bedbank is een bank die uitgetrokken kan worden zodat deze ook geschikt is om languit op te liggen. In die toestand is hij dus als bed te gebruiken.
Vooral in vakantiehuizen komt deze vorm van slaapmogelijkheid voor, omdat er beperkte ruimte is om te vertoeven. Overdag is de slaapbank dan ingeschoven om meer ruimte te maken, en 's nachts wordt hij uitgeschoven om als slaapplaats te dienen.